# Schwarzgelber Blauzungenskink
Der Schwarzgelbe Blauzungenskink (Tiliqua nigrolutea) ist eine Art aus der Familie der Skinke (Scincidae). Er ist seit dem Pleistozän fossil belegt.

## Beschreibung
Der Schwarzgelbe Blauzungenskink wird zwischen 35 und 50 Zentimeter lang. Manche Wissenschaftler trennen diese Art in eine Hochland- und in eine Flachlandform. Die Hochlandform ist größer und dunkler gefärbt als die Flachlandform. Sie weist auch eine farbenprächtigere Bänderung auf. Die Farbe der Bänderung kann dabei von blassem rosa über lachsfarben bis hin zu orange reichen. Wenn er bedroht wird, kann er durch den Anus eine stinkende Flüssigkeit abgeben. Er ist auch in der Lage, seinen Schwanz abzuwerfen.

## Verbreitung und Lebensraum
Sein Hauptverbreitungsgebiet umfasst den Südosten Australiens sowie Tasmanien und die Inseln der Bass-Straße. Er bewohnt sowohl Heideland wie auch Wälder von der Ebene bis in höhere Lagen. Er ist aber auch in Siedlungen anzutreffen.

## Ernährung
Der Schwarzgelbe Blauzungenskink ist ein Allesfresser. Er ernährt sich von Blättern, Früchten, Insekten und Spinnentieren.

## Fortpflanzung
Der Schwarzgelbe Blauzungenskink erwacht Ende September bis Oktober aus seiner Winterstarre. Er ist lebendgebärend. Die Jungtiere kommen von März bis April zur Welt. Die Art kann bis zu 20 Jahre alt werden.